# 孔曲霉
孔曲霉（学名：Aspergillus ostianus）是属于散囊菌目发菌科曲霉属的一种真菌，可生长在土壤、小麦、燕麦、玉米、霉果壳等基物上。该种分布于中国、印度、以色列、肯尼亚、巴布亚新几内亚等地。